# René Lüchinger
René Lüchinger (* 17. Dezember 1958 in Zürich) ist ein Schweizer Journalist, Autor und Publizist.

## Leben
René Lüchinger absolvierte sein Studium der Geschichte und Germanistik in Basel und Freiburg im Breisgau in Deutschland.
Er begann seine berufliche Laufbahn bei der Presseagentur spk. Anschliessend war er Wirtschaftsredaktor beim Wirtschaftsmagazin Bilanz. Von 1995 bis Ende 2000 arbeitete er beim Nachrichtenmagazin Facts, ab 1998 als Chefredaktor. Von 2003 bis 2007 war er Chefredaktor des Wirtschaftsmagazins Bilanz. Bei der Weltwoche war er als Wirtschaftschef tätig.
2001 gründete er eine eigene Publishing-Firma. Er veröffentlichte zahlreiche Sachbücher.
Von Januar 2014 bis Februar 2016 war er Chefredaktor des Blicks. Seitdem ist er für Ringier in der Position eines «Chefpublizisten» für die Blick-Gruppe tätig.

## Schriften (Auswahl)
- Kampf um Sprüngli. wie Alexandra Gantenbein eine Schokoladedynastie spaltet. Weltwoche-ABC-Verlag, Zürich 1993, ISBN 3-85504-145-8.
- mit Corinne Amacher: Der Fall der Swissair. Das Drama, der Untergang, die Akteure. Bilanz, Zürich 2001, ISBN 3-909167-67-5.
- Expo.02: überforderte Schweiz? Die Landesausstellung zwischen Wirtschaft, Politik und Kultur. Bilanz, Zürich 2002, ISBN 3-909167-86-1.
- mit Erik Nolmans: Rainer E. Gut: Bankier der Macht. Anatomie einer Karriere. Bilanz, J. Frey AG, Zürich 2003, ISBN 3-909267-04-1.
- mit Brigitta Willmann: Der Jacobs Weg. Die autorisierte Biografie des Unternehmers Klaus J. Jacobs. Orell Füssli, Zürich 2007, ISBN 978-3-280-06097-1.
- mit Ueli Burkhard: Stephan Schmidheiny. Sein langer Weg zu sich selbst: Erbe – Unternehmer – Philanthrop. Stämpfli, Bern 2010, ISBN 978-3-7272-1302-1.
- Walter Kielholz. Swiss Re und Credit Suisse, der Freisinn und die Kunst. Stämpfli, Bern 2012, ISBN 978-3-7272-1141-6.
- Elisabeth Kopp. Zwei Leben – ein Schicksal. Aufstieg und Fall der ersten Bundesrätin der Schweiz. Stämpfli, Bern 2014, ISBN 978-3-7272-1253-6.
- Der Prozess. Stephan Schmidheiny in den Fängen der italienischen Justiz. Stämpfli, Bern 2015, ISBN 978-3-7272-1426-4.
- mit Birgitta Willmann: Ljuba Manz. Russische Seele – Wiener Herz. Das bewegte Leben der Schweizer Hotelkönigin. Stämpfli, Bern 2019, ISBN 978-3-7272-6030-8.
- Ringen um Ringier: Über die Kunst der Digitalisierung in einem Schweizer Medienkonzern. Steidl, Göttingen 2019, ISBN 978-3-95829-588-9.[3]
- Edgar Oehler. Ostschweizer: Unternehmer, Politiker, Journalist. FormatOst, Schwellbrunn 2021, ISBN 978-3-03895-034-9.